# Premjer-Liga 2015/16
Het seizoen 2015/16 van de Premjer-Liga was het 23ste seizoen in de hoogste Russische voetbalcompetitie sinds de oprichting van de Premjer-Liga in 1992. Het seizoen begon op 17 juli 2015 met het duel tussen Spartak Moskou en FK Oefa, dat eindigde in een 2-2 gelijkspel. Het eerste doelpunt in deze wedstrijd kwam op baan van Haris Handžić van FK Oefa, die scoorde met het hoofd op aangeven van Nikolai Safronidi.
In de 240 gespeelde competitiewedstrijden werd in totaal 588 keer gescoord, goed voor een gemiddelde van 2,45 doelpunt per wedstrijd. Topscorer werd Fjodor Smolov van FK Krasnodar met 20 treffers.
Op de slotdag van de competitie, op zaterdag 21 mei, stelde CSKA Moskou opnieuw de landstitel veilig. De ploeg uit de Russische hoofdstad kroonde zich kampioen na de winst bij Roebin Kazan (0-1). Het was de zesde titel voor CSKA sinds de invoering van de Premjer Liga in 1992 en het derde kampioenschap in de laatste vier jaar. International Alan Dzagojev tekende in de 19de minuut voor de enige treffer van de wedstrijd. CSKA Moskou eindigde met twee punten voorsprong op Rostov. De club speelde in het seizoen 2016/17 in de groepsfase van de UEFA Champions League, net als in het afgelopen jaar toen PSV een van de tegenstanders was.

## Teams
Aan de competitie deden zestien club teams mee. Arsenal Toela en Torpedo Moskou degradeerden in het voorafgaande seizoen (2014/2015) naar de FNL. Krylja Sovetov Samara werd in het seizoen 2014/2015 kampioen in de FNL, Anzji eindigde als runner-up; deze twee clubs promoveerden naar de Premjer-Liga. De volgende teams waren tijdens het seizoen 2015/2016 ingedeeld in de Premjer-Liga.
| Club                  | Plaats            | Stadion           | Cap    | Trainer             |
| --------------------- | ----------------- | ----------------- | ------ | ------------------- |
| Amkar Perm            | Perm              | Zvezda Stadion    | 20.000 | Gadzhi Gadzhiev     |
| Anzji                 | Machatsjkala      | Anzji-Arena       | 31.000 | Yury Semin          |
| CSKA Moskou           | Moskou            | Arena Chimki      | 18.636 | Leonid Sloetski     |
| Dinamo Moskou         | Moskou            | Arena Chimki      | 18.636 | Andrey Kobelev      |
| Krasnodar             | Krasnodar         | Koeban Stadion    | 35.200 | Oleg Kononov        |
| Krylja Sovetov        | Samara            | Metalloergstadion | 33.001 | Franky Vercauteren  |
| Koeban Krasnodar      | Krasnodar         | Koeban Stadion    | 35.200 | Dmitri Chochlov     |
| Lokomotiv Moskou      | Moskou            | Lokomotivstadion  | 28.800 | Igor Cherevchenko   |
| Mordovia Saransk      | Saransk           | Start Stadion     | 12.000 | Andrey Gordeev      |
| Oefa                  | Oefa              | Neftyanik         | 15.200 | Igor Kolyvanov      |
| Oeral                 | Jekaterinenburg   | Centraal Stadion  | 27.000 | Viktor Goncharenko  |
| Roebin Kazan          | Kazan             | Kazan Arena       | 30.133 | Rinat Bilyaletdinov |
| Rostov                | Rostov aan de Don | Olimp-2           | 15.840 | Kurban Berdyev      |
| Spartak Moskou        | Moskou            | Otkrytie Arena    | 44.000 | Dmitri Alenitsjev   |
| Terek Grozny          | Grozny            | Achmat Arena      | 30.597 | Rashid Rakhimov     |
| Zenit Sint-Petersburg | Sint-Petersburg   | Petrovski         | 21.838 | André Villas-Boas   |

## Eindstand
| №  | Club                  | WG | W  | G  | V  | DV | DT | +/– | Punten |
| -- | --------------------- | -- | -- | -- | -- | -- | -- | --- | ------ |
|    | CSKA Moskou           | 30 | 20 | 5  | 5  | 51 | 25 | +26 | 65     |
| 2  | FK Rostov             | 30 | 19 | 6  | 5  | 41 | 20 | +21 | 63     |
| 3  | Zenit Sint-Petersburg | 30 | 17 | 8  | 5  | 61 | 32 | +29 | 59     |
| 4  | FK Krasnodar          | 30 | 16 | 8  | 6  | 54 | 25 | +29 | 56     |
| 5  | Spartak Moskou        | 30 | 15 | 5  | 10 | 48 | 39 | +9  | 50     |
| 6  | Lokomotiv Moskou      | 30 | 14 | 8  | 8  | 43 | 33 | +10 | 50     |
| 7  | Terek Grozny          | 30 | 11 | 11 | 8  | 35 | 30 | +5  | 44     |
| 8  | FK Oeral              | 30 | 10 | 9  | 11 | 39 | 46 | –7  | 39     |
| 9  | Krylja Sovetov        | 30 | 9  | 8  | 13 | 19 | 31 | –12 | 35     |
| 10 | Rubin Kazan           | 30 | 9  | 6  | 15 | 33 | 39 | –6  | 33     |
| 11 | FK Amkar Perm         | 30 | 7  | 10 | 13 | 22 | 33 | –11 | 31     |
| 12 | FK Oefa               | 30 | 6  | 9  | 15 | 25 | 44 | –19 | 27     |
| 13 | Anzji Machatsjkala    | 30 | 6  | 8  | 16 | 28 | 50 | –22 | 26     |
| 14 | Koeban Krasnodar      | 30 | 5  | 11 | 14 | 34 | 44 | –10 | 26     |
| 15 | Dinamo Moskou         | 30 | 5  | 10 | 15 | 25 | 47 | –22 | 25     |
| 16 | Mordovia Saransk      | 30 | 4  | 12 | 14 | 30 | 50 | –20 | 24     |

|  | Groepsfase Champions League                              |
|  | Play-off ronde voor niet-kampioenen Champions League     |
|  | 3e voorronde Europa League                               |
|  | Winnaar Russische voetbalbeker, Groepsfase Europa League |
|  | Promotie/degradatie                                      |
|  | Degradatie naar de FNL                                   |

## Play-offs

### Promotie-degradatie
|                  |                     |                    |                    |                                                                             |
| 24 mei 17:00 uur | FC Volgar Astrakhan | 0 – 1              | Anzji Machatsjkala | Tsentralnyi, Astrachan Toeschouwers: 10.500 Scheidsrechter: Kirill Levnikov |
| 24 mei 17:00 uur |                     | 90+3' Yannick Boli |                    | Tsentralnyi, Astrachan Toeschouwers: 10.500 Scheidsrechter: Kirill Levnikov |

|                  |                                 |       |                     |                                                                            |
| 27 mei 18:00 uur | Anzji Machatsjkala              | 2 – 0 | FC Volgar Astrakhan | Anzji-Arena, Kaspisk Toeschouwers: 21.500 Scheidsrechter: Sergey Lapochkin |
| 27 mei 18:00 uur | Darko Lazić 7' Yannick Boli 34' |       |                     | Anzji-Arena, Kaspisk Toeschouwers: 21.500 Scheidsrechter: Sergey Lapochkin |

|                  |                       |       |           |                                                                                |
| 24 mei 18:45 uur | Koeban Krasnodar      | 1 – 0 | Tom Tomsk | Koeban Stadion, Krasnodar Toeschouwers: 9.501 Scheidsrechter: Aleksandr Egorov |
| 24 mei 18:45 uur | Igor Armas 18' (pen.) |       |           | Koeban Stadion, Krasnodar Toeschouwers: 9.501 Scheidsrechter: Aleksandr Egorov |

|                  |                                           |       |                  |                                                                        |
| 27 mei 15:00 uur | Tom Tomsk                                 | 2 – 0 | Koeban Krasnodar | Troedstadion, Tomsk Toeschouwers: 9.500 Scheidsrechter: Vitali Mesjkov |
| 27 mei 15:00 uur | Evgeni Bashkirov 57' Valeriu Ciuperca 72' |       |                  | Troedstadion, Tomsk Toeschouwers: 9.500 Scheidsrechter: Vitali Mesjkov |

## Statistieken

### Topscorers
- In onderstaand overzicht zijn alleen de spelers opgenomen met tien of meer treffers achter hun naam.

| № | Naam              | Club                         | Goals | Pen. | Duels | Gem. |
| - | ----------------- | ---------------------------- | ----- | ---- | ----- | ---- |
| 1 | Fjodor Smolov     | FK Krasnodar                 | 20    | 0    | 29    | 0,69 |
| 2 | Quincy Promes     | Spartak Moskou               | 18    | 2    | 30    | 0,60 |
| 3 | Hulk              | Zenit St Petersburg          | 17    | 7    | 27    | 0,63 |
| 4 | Artjom Dzjoeba    | Zenit St Petersburg          | 15    | 0    | 30    | 0,50 |
| 5 | Ahmed Musa        | CSKA Moskva Moskou           | 13    | 0    | 30    | 0,43 |
| 6 | Evgeniy Lutsenko  | Mordovia Saransk             | 10    | 0    | 27    | 0,37 |
| 6 | Lorenzo Melgarejo | Kuban Krasnodar / Spartak M. | 10    | 0    | 27    | 0,37 |
| 8 | Pavel Mamajev     | FK Krasnodar                 | 10    | 3    | 29    | 0,34 |

### Assists
- In onderstaand overzicht zijn alleen de spelers opgenomen met negen of meer assists achter hun naam.

| № | Speler         | Club                | Assists | Duels | Gem. |
| - | -------------- | ------------------- | ------- | ----- | ---- |
| 1 | Hulk           | Zenit St Petersburg | 17      | 27    | 0,67 |
| 2 | Pavel Mamajev  | FK Krasnodar        | 13      | 29    | 0,34 |
| 3 | Artjom Dzjoeba | Zenit St Petersburg | 9       | 30    | 0,41 |

### Meeste speelminuten
Bijgaand een overzicht van de spelers die in het seizoen 2015/16 in alle 30 competitieduels in actie kwamen voor hun club, van de eerste tot en met de laatste minuut.
| Naam              | Club                  | Duels | Min.  | Werd in het veld gebracht | Werd van het veld gehaald |
| ----------------- | --------------------- | ----- | ----- | ------------------------- | ------------------------- |
| Igor Akinfejev    | CSKA Moskou           | 30    | 2.700 | 0                         | 0                         |
| Guilherme         | Lokomotiv Moskou      | 30    | 2.700 | 0                         | 0                         |
| Soslan Dzhanaev   | FK Rostov             | 30    | 2.700 | 0                         | 0                         |
| Ibragim Tsallagov | Krylya Sovetov Samara | 30    | 2.700 | 0                         | 0                         |
| Aleksandr Zhirov  | Anzhi Makhachkala     | 30    | 2.700 | 0                         | 0                         |

### Nederlanders
Bijgaand een overzicht van de Nederlandse voetballers die in het seizoen 2015/16 uitkwamen in de Premjer-Liga .
| Naam                    | Club              | Debuut     | Duels | Goals |
| ----------------------- | ----------------- | ---------- | ----- | ----- |
| Quincy Promes           | Spartak Moskou    | 14.08.2014 | 30    | 18    |
| Lorenzo Ebecilio        | Anzhi Makhachkala | 02.08.2014 | 25    | 2     |
| Douglas Franco Teixeira | Dinamo Moskou     | 01.09.2013 | 2     | 0     |
| Mitchell Donald         | Mordovia Saransk  | 02.08.2014 | 2     | 1     |
| Alexander Büttner       | Dinamo Moskou     | 03.08.2014 | 1     | 0     |

### Toeschouwers
| №      | Club                 | Totaal    | Duels | Gem    | +/–     | Record |
| ------ | -------------------- | --------- | ----- | ------ | ------- | ------ |
| 1      | Spartak Moskou       | 377.683   | 15    | 25.179 | +0,7%   | 41.850 |
| 2      | Zenit St. Petersburg | 252.202   | 15    | 16.813 | +17,5%  | 18.593 |
| 3      | Terek Grozny         | 243.758   | 15    | 16.251 | +4,0%   | 19.780 |
| 4      | FK Rostov            | 200.008   | 15    | 13.334 | +27,7%  | 15.800 |
| 5      | Roebin Kazan         | 178.060   | 15    | 11.871 | –12,4%  | 20.352 |
| 6      | Krylia Sovetov       | 167.507   | 15    | 11.167 | +70,0%  | 26.280 |
| 7      | FK Krasnodar         | 164.082   | 15    | 10.939 | –3,1%   | 25.250 |
| 8      | Anzji Machatsjkala   | 149.655   | 15    | 9.977  | +40,3%  | 20.550 |
| 9      | Lokomotiv Moskou     | 147.239   | 15    | 9.816  | +11,3%  | 22.304 |
| 10     | CSKA Moskou          | 144.361   | 15    | 9.624  | +1,4%   | 18.200 |
| 11     | Kuban Krasnodar      | 141.965   | 15    | 9.464  | –4,3%   | 15.213 |
| 12     | FK Amkar Perm        | 120.285   | 15    | 8.019  | –3,0%   | 15.350 |
| 13     | FK Oefa              | 105.887   | 15    | 7.059  | +122,5% | 14.200 |
| 14     | Dinamo Moskou        | 95.021    | 15    | 6.335  | –13,2%  | 13.748 |
| 15     | FK Oeral             | 83.290    | 15    | 5.553  | –27,1%  | 9.900  |
| 16     | Mordovia Saransk     | 80.651    | 15    | 5.377  | +1,0%   | 11.575 |
| Totaal | Totaal               | 2.651.654 | 240   | 11.049 | +7,6%   | 41.850 |

### Scheidsrechters
| Naam                 | Geboren    | Duels | Kreeg geel | Kreeg voor de tweede keer geel en dus rood | Weggestuurd |
| -------------------- | ---------- | ----- | ---------- | ------------------------------------------ | ----------- |
| Vladislav Bezborodov | 15.01.1973 | 22    | 106        | 2                                          | 2           |
| Aleksej Nikolajev    | 01.08.1971 | 20    | 64         | 1                                          | 1           |
| Michail Vilkov       | 10.07.1979 | 19    | 82         | 5                                          | 0           |
| Sergej Ivanov        | 05.06.1984 | 18    | 70         | 0                                          | 1           |
| Sergej Karasjov      | 12.06.1979 | 17    | 73         | 6                                          | 2           |
| Vitali Mesjkov       | 04.08.1983 | 17    | 80         | 0                                          | 2           |
| Vladimir Moskalev    | 03.09.1986 | 17    | 63         | 2                                          | 1           |
| Kirill Levnikov      | 11.02.1984 | 16    | 47         | 0                                          | 1           |
| Alexey Matyunin      | 16.03.1982 | 16    | 57         | 3                                          | 2           |
| Igor Fedotov         | 10.06.1976 | 15    | 55         | 2                                          | 0           |
| Sergej Lapochkin     | 28.04.1981 | 15    | 49         | 2                                          | 0           |
| Aleksej Jeskov       | 07.09.1978 | 14    | 51         | 0                                          | 2           |
| Aleksandr Egorov     | 30.08.1972 | 12    | 48         | 0                                          | 0           |
| Sergej Kulikov       | 14.07.1982 | 9     | 34         | 0                                          | 0           |
| Igor Nizovtsev       |            | 7     | 22         | 2                                          | 2           |
| Sergej Kostevich     | 17.11.1986 | 4     | 13         | 1                                          | 0           |
| Vladimir Seldyakov   | 03.05.1978 | 1     | 1          | 0                                          | 0           |
| Evgeniy Turbin       | 10.09.1979 | 1     | 7          | 0                                          | 0           |
| Totaal               | Totaal     | 240   | 922        | 26                                         | 16          |

### CSKA Moskou
Bijgaand een overzicht van de spelers van CSKA Moskou, die in het seizoen 2015/16 onder leiding van trainer-coach Leonid Sloetski voor de zesde keer in de clubgeschiedenis kampioen van Rusland werden sinds de invoering van de Premjer-Liga.
| Naam                 | Min.  | Duels | B  | Werd in het veld gebracht | Werd van het veld gehaald | Goal | Kreeg geel | Kreeg voor de tweede keer geel en dus rood | Weggestuurd |
| -------------------- | ----- | ----- | -- | ------------------------- | ------------------------- | ---- | ---------- | ------------------------------------------ | ----------- |
| Igor Akinfejev       | 2700' | 30    | 30 | 0                         | 0                         | 0    | 1          | 0                                          | 0           |
| Ahmed Musa           | 2689' | 30    | 30 | 0                         | 5                         | 13   | 2          | 0                                          | 0           |
| Alan Dzagojev        | 2609' | 29    | 29 | 0                         | 3                         | 6    | 7          | 0                                          | 0           |
| Zoran Tošić          | 2198' | 28    | 27 | 1                         | 19                        | 4    | 6          | 0                                          | 0           |
| Mário Fernandes      | 2334' | 27    | 27 | 0                         | 2                         | 1    | 0          | 0                                          | 1           |
| Pontus Wernbloom     | 2316' | 27    | 26 | 1                         | 3                         | 4    | 15         | 0                                          | 0           |
| Roman Jerjomenko     | 1994' | 25    | 23 | 2                         | 9                         | 3    | 3          | 0                                          | 0           |
| Sergej Ignasjevitsj  | 2160' | 25    | 24 | 1                         | 0                         | 3    | 2          | 0                                          | 0           |
| Aleksej Berezoetski  | 1447' | 21    | 16 | 5                         | 0                         | 1    | 2          | 0                                          | 0           |
| Bibras Natkho        | 1210' | 20    | 15 | 5                         | 12                        | 2    | 2          | 0                                          | 0           |
| Georgi Sjtsjennikov  | 1545' | 19    | 18 | 1                         | 5                         | 0    | 1          | 0                                          | 0           |
| Vasili Berezoetski   | 1607' | 18    | 18 | 0                         | 2                         | 0    | 4          | 0                                          | 0           |
| Georgi Milanov       | 573'  | 18    | 4  | 14                        | 1                         | 0    | 1          | 0                                          | 0           |
| Aleksandr Golovin    | 621'  | 17    | 6  | 11                        | 5                         | 1    | 0          | 0                                          | 0           |
| Kirill Panchenko     | 363'  | 14    | 3  | 11                        | 3                         | 2    | 2          | 0                                          | 0           |
| Seydou Doumbia       | 980'  | 13    | 11 | 2                         | 5                         | 5    | 0          | 0                                          | 0           |
| Kirill Nababkin      | 929'  | 13    | 11 | 2                         | 3                         | 2    | 2          | 0                                          | 0           |
| Aleksandrs Cauņa     | 263'  | 9     | 2  | 7                         | 1                         | 0    | 3          | 0                                          | 0           |
| Roman Sjirokov       | 284'  | 8     | 2  | 6                         | 2                         | 0    | 0          | 0                                          | 0           |
| Sergey Tkachev       | 230'  | 8     | 2  | 6                         | 0                         | 0    | 0          | 0                                          | 0           |
| Aaron Olanare        | 299'  | 7     | 3  | 4                         | 1                         | 2    | 1          | 0                                          | 0           |
| Viktor Vasin         | 270'  | 3     | 3  | 0                         | 0                         | 0    | 1          | 0                                          | 0           |
| Dmitri Jefremov      | 1'    | 1     | 0  | 1                         | 0                         | 0    | 0          | 0                                          | 0           |
| Carlos Strandberg    | 0     | 1     | 0  | 1                         | 0                         | 0    | 1          | 0                                          | 0           |
|                      |       |       |    |                           |                           |      |            |                                            |             |
| Sergey Chepchugov    | 0     | 0     | 0  | 0                         | 0                         | 0    | 0          | 0                                          | 0           |
| Nikita Chernov       | 0     | 0     | 0  | 0                         | 0                         | 0    | 0          | 0                                          | 0           |
| Ilya Pomazun         | 0     | 0     | 0  | 0                         | 0                         | 0    | 0          | 0                                          | 0           |
| Alibek Aliev         | 0     | 0     | 0  | 0                         | 0                         | 0    | 0          | 0                                          | 0           |
| Fedor Chalov         | 0     | 0     | 0  | 0                         | 0                         | 0    | 0          | 0                                          | 0           |
| Nikolay Dergachev    | 0     | 0     | 0  | 0                         | 0                         | 0    | 0          | 0                                          | 0           |
| Astemir Gordyushenko | 0     | 0     | 0  | 0                         | 0                         | 0    | 0          | 0                                          | 0           |
| Roman Krivulkin      | 0     | 0     | 0  | 0                         | 0                         | 0    | 0          | 0                                          | 0           |
| Denis Masyutin       | 0     | 0     | 0  | 0                         | 0                         | 0    | 0          | 0                                          | 0           |
| Amir Natkho          | 0     | 0     | 0  | 0                         | 0                         | 0    | 0          | 0                                          | 0           |

## Prijzen

### Team van het Jaar
- Verkozen door het Russische sportdagblad Sport-Express.

| Doel                                                 |
| Igor Akinfejev (CSKA Moskou)                         |
| Verdediging                                          |
| Fjodor Koedrjasjov (Terek Grozny/FK Rostov)          |
| Bartolomeu Jacinto Quissanga (FK Rostov)             |
| Andreas Granqvist (FK Krasnodar)                     |
| Mário Fernandes (CSKA Moskou)                        |
| Middenveld                                           |
| Oleg Sjatov (FK Zenit Sint-Petersburg)               |
| Pontus Wernbloom (CSKA Moskou)                       |
| Pavel Mamajev (FK Krasnodar)                         |
| Givanildo Vieira de Souza (FK Zenit Sint-Petersburg) |
| Aanval                                               |
| Fjodor Smolov (FK Krasnodar)                         |
| Artjom Dzjoeba (FK Zenit Sint-Petersburg)            |

### Individuele onderscheidingen

#### Sport-Express
- Speler van het Jaar:

 Fjodor Smolov (FK Krasnodar)
- Beste Veteraan (+ 33 jaar):

 Tsimafei Kalachow (FK Rostov)
- Beste Jeugdspeler (– 23 jaar):

 Alexandr Selikhov (Amkar Perm)
- Beste Junior (– 20 jaar):

 Aleksandr Golovin (CSKA Moskou)
- Beste Nieuwkomer:

 Alexandr Selikhov (Amkar Perm)
- Beste Buitenlander:

 Givanildo Vieira de Souza (FK Zenit Sint-Petersburg)
- Beste Tussentijdse Nieuwkomer:

 Fjodor Koedrjasjov (FK Rostov)